# Igralishte Peak
Der Igralishte Peak (englisch; bulgarisch връх Игралище wrach Igralischte) ist ein 1800 m hoher und vereister Berg in den Havre Mountains im Norden der Alexander-I.-Insel westlich der Antarktischen Halbinsel. Er ragt 7,73 km südöstlich des Satovcha Peak, 7,34 km westsüdwestlich des Mount Newman und 5,42 km nordwestlich des Mount Pontida auf. Der Wubbold-Gletscher liegt südlich von ihm.
Britische Wissenschaftler kartierten ihn 1971. Die bulgarische Kommission für Antarktische Geographische Namen benannte ihn 2017 nach der Ortschaft Igralischte im Südwesten Bulgariens.